# Hemerobiidae
Hemerobiidae ou hemerobiídeos constituem uma família de insectos pterigotos, holometábolos, predadores de outros insectos - principalmente cochonilhas, afídios e ovos de lepidópteros, constituindo, por isso, óptimos agentes para controlo de pragas. Os ovos são pequenos, de 0,5 mm a 1,0 mm, amarelados e ovais ou elípticos. As larvas, muito activas, de corpo fusiforme e cabeça pequena e arredondada, são semelhantes às das espécies da família Chrysopidae, distinguem-se facilmente destas por não trazerem agarrados ao seu revestimento restos das presas; utilizam o último segmento do abdómen para auxiliar a locomoção. Antes de passarem para a forma adulta, passam ainda pela fase de pupa, envoltos num casulo de seda. O insecto adulto tem uma coloração que vai do amarelo-palha ao castanho, com olhos negros e asas vítreas, grandes e reticuladas com veios amarelo-palha e, por vezes, com manchas castanhas; tem um par de antenas longas e finas. O seu corpo caracteriza-se ainda por ser bastante piloso.